# Hälsingkrok
Hälsingkrok är en ö i Åland (Finland). Den ligger i Skärgårdshavet och i kommunen Sund i landskapet Åland, i den sydvästra delen av landet. Ön ligger omkring 29 kilometer nordöst om Mariehamn och omkring 260 kilometer väster om Helsingfors.
Öns area är 4,3 hektar och dess största längd är 400 meter i nord-sydlig riktning.
Runt Hälsingkrok är det mycket glesbefolkat, med 5 invånare per kvadratkilometer.